# Crotalaria morumbensis
Crotalaria morumbensis är en ärtväxtart som beskrevs av Baker f.. Crotalaria morumbensis ingår i släktet sunnhampor, och familjen ärtväxter. IUCN kategoriserar arten globalt som livskraftig. Inga underarter finns listade i Catalogue of Life.